# Gerinne 613987
Gerinne 613987 ist ein 386 Meter langer Gebirgsbach im Ort Zeiringgraben, der einen hinteren Bereich des gleichnamigen Tals durchfließt und in den Zeiringbach mündet.